# سزار مارتین
سزار مارتین (انگلیسی: César Martín؛ زادهٔ ۳ آوریل ۱۹۷۷) بازیکن فوتبال اهل اسپانیا است.
از باشگاه‌هایی که در آن بازی کرده‌است می‌توان به باشگاه فوتبال هرکولس، باشگاه فوتبال لوانته، باشگاه فوتبال رئال اویدو، باشگاه فوتبال بولتون واندررز، و باشگاه فوتبال دپورتیوو لاکرونیا اشاره کرد.
وی همچنین در تیم‌های ملی فوتبال زیر ۱۸ سال اسپانیا، زیر ۱۹ سال اسپانیا، زیر ۲۰ سال اسپانیا، زیر ۲۱ سال اسپانیا، و اسپانیا بازی کرده‌است.